# 年の瀬 変愛ドラマ
年の瀬 変愛ドラマ（としのせ へんあいドラマ）は、2016年から2018年までテレビ朝日で年末に放送されていたテレビドラマ。2018年は「年の瀬ドラマ」として放送された。

## 概要
テレビ朝日のドラマ制作部の若手が集結し、斬新な感性で生み出す変な恋愛ドラマ。

## 2016年
「第1夜」〜「第3夜」として、3作品が放送された。

### 緊Q不倫速報
2016年12月29日（28日深夜）0:20 - 1:20に放送。主演は、安田顕。

#### あらすじ（2016年第1夜）
ラジオパーソナリティのジェイク小早川は、愛妻家で通っており、「不倫する男は最低」と公言しているものの、裏では不倫を繰り返しており、現在もADの舞島りんかと不倫中である。クリスマスの夜、ジェイクのラジオ番組にゲスト出演した恋愛セラピストの佐伯百合は、実は彼の元不倫相手であり、ジェイクは窮地に立たされる。ジェイクを脅して公開の場での謝罪を求める百合に対して、ジェイクは無事にその場を切り抜けようとし、2人の間で心理戦が繰り広げられる。

#### キャスト（2016年第1夜）
ジェイク小早川（ジェイク こばやかわ）
演 - 安田顕（TEAM NACS）
人気のラジオパーソナリティー。
佐伯百合（さえき・ゆり）
演 - 祐真キキ
恋愛セラピストで、ジェイクの元不倫相手。
舞島りんか（まいしま りんか）
演 - 阿部純子
番組アシスタントディレクター。ジェイクと不倫中。
岸洋介（きし ようすけ）
演 - 山本浩司
番組ディレクター。
勝村トオル（かつむら とおる）
演 - 津村知与支
放送作家。ジェイクとは旧知の仲。
氏家健（うじいえ けん）
演 - 山本圭祐
ジェイクのマネージャー。
里田真紀（さとだ まき）
演 - 古畑星夏
番組アシスタントプロデューサー。
田宮勇太（たみや ゆうた）
演 - 山本佳希
番組ミキサー。

#### スタッフ（2016年第1夜）
- 脚本：宇山佳佑
- 演出：本橋圭太
- 音楽：松田純一
- プロデューサー：秋山貴人（テレビ朝日）
- 主題歌：GIRLFRIEND「甘い誘惑」（avex trax）
- 制作・著作：テレビ朝日

### 恋するJKゾンビ
2016年12月30日（29日深夜）0:20 - 1:20に放送。主演は、山本舞香。

#### あらすじ（2016年第2夜）
女子高生の橘まりあは、偶然にもゾンビの襲撃を受けたことで、体がゾンビと化してしまう。ゾンビ化した体は見た目も臭いも悪く、まりあはゾンビ化を隠そうとするが、学校生活ではゾンビ化が知られそうな危機であふれている。そんなある日、まりあは友人の笹川美園から、級友の冷水十吾と真壁匠とのダブルデートに誘われる。まりあは、想いを寄せている十吾が大のゾンビ嫌いであることや、匠がまりあを、美園が十吾を好いていることに悩むが、父の橘慎一の言葉に元気づけられ、ダブルデートに臨む。

#### キャスト（2016年第2夜）
橘まりあ（たちばな まりあ）
演 - 山本舞香
明るく元気な女子高生だったが、偶然ゾンビ化する。
冷水十吾（ひやみず とうご）
演 - 白洲迅
まりあの幼なじみ。
真壁匠（まかべ たくみ）
演 - 山本涼介
まりあのクラスメイト。
橘慎一（たちばな しんいち）
演 - 船越英一郎
橘家の大黒柱。

#### スタッフ（2016年第2夜）
- 脚本：山浦雅大
- 演出：藤原知之
- プロデューサー：神田エミイ亜希子（テレビ朝日）
- 主題歌：GIRLFRIEND「甘い誘惑」（avex trax）
- 制作・著作：テレビ朝日

### おっさんずラブ
2016年12月31日（30日深夜）0:40 - 1:40に放送。主演は、田中圭。後に、「土曜ナイトドラマ」枠で連続ドラマ化され、2018年に第1シリーズ、2019年に第2シリーズが放送された。

## 2017年
「第1夜」〜「第2夜」として、2作品が放送された。

### 暇なJD・三田まゆ
2017年12月28日（27日深夜）0:30 - 1:30に放送。高学歴のエリートとの情事のツイートで人気を博しているTwitter（現・X）アカウント「暇な女子大生」をモチーフとしている。主演は池田エライザ。

#### あらすじ（2017年第1夜）
大学生の渋谷直樹は失恋で自嘲気味の日々を送っている。友人の本郷颯太は遊び半分で、直樹のことをマッチングアプリに登録する。直樹はアプリを通じて女子大生の三田まゆとのデートに漕ぎつけ、まゆに夢中になる。しかし颯太は直樹をアプリ上で高学歴と偽って登録しており、それが明らかになるや、まゆは急に姿を消してしまう。まゆは実は、Twitter上で高学歴エリートとの情事を明かして人気を博す「暇な女子大生」であり、直樹のこともネットに晒されている。直樹はまゆにツイートをやめさせるべく、ある計画を考え出す。

#### キャスト（2017年第1夜）
三田まゆ（みた まゆ）〈22〉
演 - 池田エライザ
K大学経済学部4年生。Twitterでは「暇な女子大生」として大人気を集めている。
渋谷直樹（しぶや なおき）〈22〉
演 - 柾木玲弥
A大学社会学部4年生。
本郷颯太（ほんごう そうた）〈22〉
演 - 秋元龍太朗
東京大学文科一類4年生。直樹の高校時代からの友人。

#### スタッフ（2017年第1夜）
- 原案：暇な女子大生 (@bored_jd) - X（旧Twitter）
- 脚本：オノマリコ
- 演出：後藤庸介
- プロデューサー：飯田爽（テレビ朝日）、高崎壮太（テレビ朝日）、菊池誠（アクシーズ）、神山明子（メディアプルポ）
- 制作協力：アクシーズ
- 制作著作：テレビ朝日

### ぼくは愛を証明しようと思う。
2017年12月29日（28日深夜）0:20 - 1:25に放送。作家の藤沢数希が恋愛の方法論を工学として著した同名の小説『ぼくは愛を証明しようと思う。』の実写ドラマ化作品。主演は、滝藤賢一と堀井新太。

#### あらすじ（2017年第2夜）
税理士の渡辺正樹は、彼女の誕生日に手痛い失恋をし、自分の顧客であるファンドマネージャーの永沢圭一に、そのことを相談する。永沢圭一は実は、恋愛を工学として捉える「恋愛工学」の達人であり、渡辺を「典型的な経験不足の非モテ男」として、恋愛の指導を始める。渡辺は、永沢と知り合いのバーテンダーの藤森直子が働くバーで、人気モデルの宮田理紗と出会う。永沢の「恋愛工学」によって、理紗は次第に渡辺に心を開いてゆく。

#### キャスト（2017年第2夜）
永沢圭一（ながさわ けいいち）〈38〉
演 - 滝藤賢一
投資会社のファンドマネージャーにして、恋愛工学の達人。
渡辺正樹（わたなべ まさき）〈26〉
演 - 堀井新太
弁理士。
宮田理紗（みやた りさ）〈26〉
演 - 内田理央
人気モデル。
藤森直子（ふじもり なおこ）〈27〉
演 - 佐津川愛美
永沢と渡辺が通うバーのバーテンダー。永沢とは旧知の仲。
大橋恵子
演 - 筧美和子
加藤さおり
演 - 真凛
樋口奈央
演 - おのののか
石嶋有香
演 - 入来茉里
井上麻衣子
演 - 間宮夕貴
佐倉キョウコ
演 - 小山真由

#### スタッフ（2017年第2夜）
- 原作：藤沢数希『ぼくは愛を証明しようと思う。』（幻冬舎）
- 脚本：嶋田うれ葉
- 演出：古厩智之
- 企画：伊東仁（テレビ朝日）、大森氏勝（テレビ朝日）、宮本大輔（みやシステム）
- プロデューサー：藤崎絵三（テレビ朝日）、石田麻衣（ホリプロ）
- 制作協力：ホリプロ
- 制作著作：テレビ朝日

## 2018年
2作品を放送した。

### ブスだってI LOVE YOU
2018年12月28日（27日深夜）0:20 - 1:20に放送。主演は、尼神インター誠子と新川優愛。

### 平成ばしる
2018年12月29日（28日深夜）0:20 - 1:20に放送。主演は、稲葉友。